# Ниламба
Ниламба (също Ирамба, Нирамба или Ламби) са етническа и лингвистична група в Шинянга в северна Танзания. През 1987 Ниламба наброяват 400 000, като има и още 50 000 говорители на езика им. Главното вероизповедание е ислям. 